# Bungalawan
Bungalawan is een bestuurslaag in het regentschap Flores Timur van de provincie Oost-Nusa Tenggara, Indonesië. Bungalawan telt 666 inwoners (volkstelling 2010).